# نادي الاتحاد الوجدي
نادي الاتحاد الرياضي الإسلامي الوجدي هو نادٍ رياضي مغربي من مدينة وجدة، صعد إلى القسم الثاني سنة 2012. تأسس سنة 1959. يعد النادي الثاني في المدينة بعد مولودية وجدة الذي يعد الغريم الأزلي للاتحاد.

## تاريخ
تأسس النادي سنة 1959 ولعب سنتين في القسم الشرفي قبل أن يصعد إلى القسم الوطني الثاني من المجموعة الوطنية الثانية وتمكن من الصعود إلى القسم الوطني الأول من المجموعة الوطنية حيث لعب به خلال موسم 1990/1991 قبل أن ينزل ويستقر لسنوات عدة بالقسم الوطني الثاني، ثم بعدها بالقسم الوطني الأول هواة لغياب لدعم المادي.

## ألقاب
لم ينل فريق الاتحاد الإسلامي الرياضي الوجدي حظه من الألقاب سوى أنه لعب نصف نهاية كأس العرش ضد نهضة بركان موسم 1986/1987 كما حصل شبانه على بطولة المغرب للشبان موسم 1970/1971 حيث انتصر على فريق شبان الرجاء البيضاوي بحصة إصابتين لواحدة في رفع ستار نهاية كأس العرش التي جمعت الوداد البيضاوي بنهضة سطات.
وقد أهدى هذا الفريق العتيد العديد من اللاعبين لفريق المولودية الوجدية كما طعم الفريق الوطني بلاعبين دوليين آخرين من بينهم عبد القادر لشهب واحميدة بلحيوان المدرب التقني للفريق حاليا وللمولودية الوجدية سابقا.

## شعار النادي

الشعار القديم

## اللاعبون
. عصام أوديز. [حارس مرمى]
- نور الدين بنعطى الله. [حارس مرمى]
- فيصل دجيلال. [مدافع]
- حساين أنس. [مدافع]
- إلياس مداح. [مدافع]
- مهدي مغناوي. [مدافع]
- زناسي محمد. [مدافع]
- خالد لحمر. [مدافع]
- نبيل أعياد. [مدافع]
- مراد لعبيدي. [وسط]
- عثمان العلوي. [وسط]
- سيموني أيوب. [وسط]
- ايمانويل زاتي. [وسط]
- حمزة عرفة. [وسط]
- رشيد اليوبي. [وسط]
- غايري مصطفى. [وسط]
- نبيل الصحراوي. [هجوم]
- لوكا بوتسوان. [هجوم]
- توفيق الحزنيطي. [هجوم]
- مراد أعراب. [هجوم]
- إسماعيل نابي. [هجوم]
- مصطفى والي. [هجوم]
- كونتي أيوب. [هجوم- قائد]
- مصطفى الوردي. [مدرب]
- سعيد أوسلاي. [مساعد مدرب]
- حوشي محمد. [مدرب حراس]
- أحمد الشيباني. [لياقة بدنية]